# Novopetrivka, Vîsokopillea
Novopetrivka (în ucraineană Новопетрівка) este localitatea de reședință a comunei Novopetrivka din raionul Vîsokopillea, regiunea Herson, Ucraina.

## Demografie
Componența lingvistică a localității Novopetrivka
     Ucraineană (96,29%)
     Rusă (3,59%)
     Alte limbi (0,12%)
Conform recensământului din 2001, majoritatea populației localității Novopetrivka era vorbitoare de ucraineană (96,29%), existând în minoritate și vorbitori de rusă (3,59%).